# Turkická mytologie
Turkická mytologie je soubor představ a příběhů o stvoření a přirozenosti světa, bozích, démonech a hrdinech vlastní turkickým národům, tedy například Turkům, Uzbekům, Ujgurům, Kazachům, Ázerbájdžáncům, Turkmenům, Tatarům, Jakutům a dalším.
Zatímco u některé z turkických národů si zachovali své tradiční náboženství, spojené s kultem nebeského boha Tengriho a šamanismem, tak velká část z nich přijala jiné náboženství, především islám. Jedním z nejvýznamnějších pramenů o původním turkickém náboženství a mytologii je Irk Bitig „Kniha znamení“, rukopisné dílo z 9. století zabývající se věštěním, které je zapsáno starotureckým jazykem a písmem.